# Ylälampi
Ylälampi är en sjö i kommunen Kides i landskapet Norra Karelen i Finland. Sjön ligger 76 meter över havet. Arean är 80 hektar och strandlinjen är 6,05 kilometer lång. Sjön  ingår i Vuoksens huvudavrinningsområde.   Den ligger omkring 46 kilometer söder om Joensuu och omkring 350 kilometer nordöst om Helsingfors. 